# Nati nel 1321
| Questa pagina contiene informazioni ricavate automaticamente dalle voci biografiche con l'ausilio del template Bio e di un bot. L'aggiornamento è periodico e automatico e ricostruisce completamente la pagina. Se manca una persona in questa lista, sei pregato di non aggiungerla, ma accertati piuttosto che la sua voce biografica contenga il template Bio e che i dati anagrafici siano correttamente compilati. Se il template Bio manca, inseriscilo tu stesso o, in alternativa, metti l'avviso {{tmp\|Bio}} che ne segnala la mancanza. Se i dati riportati sono sbagliati, correggi direttamente la voce biografica; le modifiche saranno visibili in questa lista entro pochi giorni. Per chiarimenti vedi il progetto biografie. La lista contiene solo le 7 persone che sono citate nell'enciclopedia e per le quali è stato implementato correttamente il template Bio. Pagina aggiornata al 10 ago 2025. |

- 5 febbraio - Giovanni II del Monferrato, marchese († 1372)
- 5 luglio - Giovanna d'Inghilterra, principessa inglese († 1362)
- 29 agosto - Giovanni d'Artois, nobile († 1387)
- Ibn Juzayy, scrittore († 1357)
- Giovanni III di Trebisonda, imperatore bizantino († 1362)
- Giacomo I di Urgell, nobile († 1347)
- Maria di Corico, regina